# 유럽의 코로나19 범유행
다음은 유럽에서의 코로나19 범유행에 대한 설명이다.

## 확진자 발생 국가

### 덴마크
2월 27일, 첫 번째 확진자가 나왔다.

#### 페로 제도
3월 4일, 첫 번째 확진자가 나왔으며, 3월 6일 두 번째 확진자가 나왔다.

### 라트비아
3월 2일, 밀라노에서 리가까지, 뮌헨을 환승하여 온 여성이 첫 확진자가 되었다. 다음 날, 그녀의 상태가 상당히 개선되었고 반복된 검사에서 음성으로 나와 라트비아 감염병 센터에서 퇴원했다.

### 바티칸 시국
2020년 3월 6일, 첫 번째 감염자가 확인되었다. 교황 프란치스코가 27일(현지시간) 예정되었던 모든 바티칸 외부의 행사들을 취소하며 코로나에 감염된 것이 아니냐는 의혹이 불거졌다. 하루 전인 26일에는 '재의 수요일 예식'을 집전하며 기침을 하는 등 감기 증상을 보이기도 했다. 이후 교황은 3월 1일에 예정되었던 사순절 피정에 건강 문제로 참여하지 못한다고 밝혔다. 이는 교황이 2013년 즉위한 이후 이례적인 일이다. 이러한 추측들에 대하여 교황청은 구체적인 병증 언급 없이 '경미한 증세'라고 설명했다.

### 벨라루스
2월 28일, 이란 출신의 한 학생이 2월 27일에 양성 판정을 받고 민스크에 있는 병원에 입원했으며, 첫 번째 확진자가 되었다. 2월 22일, 이 환자는 아제르바이잔 바쿠에서 비행기를 타고 벨라루스에 도착했다.

### 안도라
3월 2일, 밀라노에서 돌아온 20세 남성이 첫 번째 감염자가 되었다.

### 영국

#### 지브롤터
3월 4일, 말라가 공항을 통해 이탈리아 북부에서 여행한 사람이 감염된 것으로 확인되었다. 환자는 자가격리되었다.

### 헝가리
3월 4일, 이란 학생 2명이 헝가리에서 처음으로 확진 판정을 받았다고 발표하였다. 학생들은 무증상이였으며, 부다페스트의 병원으로 이송되었다.